# Garzê
Châu tự trị dân tộc Tạng Garzê (甘孜藏族自治州, Cam Tư Tạng tộc tự trị châu) là một châu tự trị của tỉnh Tứ Xuyên, Cộng hòa Nhân dân Trung Hoa.

## Các đơn vị hành chính
Châu tự trị dân tộc Tạng Garzê quản lý các đơn vị cấp huyện sau:
- Thành phố cấp huyện Khang Định (康定市),
- Huyện Đan Ba (丹巴),
- Huyện Lô Hoắc (炉霍)
- Huyện Cửu Long (九龙),
- Huyện Cam Tư (甘孜),
- Huyện Nhã Giang (雅江)
- Huyện Tân Long (新龙),
- Huyện Đạo Phu (道孚),
- Huyện Bạch Ngọc (白玉)
- Huyện Lý Đường (理塘),
- Huyện Đức Cách (德格)
- Huyện Hương Thành (乡城),
- Huyện Thạch Cừ (石渠)
- Huyện Đạo Thành (稻城),
- Huyện Sắc Đạt (色达),
- Huyện Ba Đường (巴塘)
- Huyện Lô Định (泸定),
- Huyện Đắc Vinh (得荣)